# Mountrath (řeka)
Mountrath (angl. Mountrath River nebo i Whitehorse) je řeka v centrální části Irska, teče na území hrabství Laois. Je to levostranný přítok Nory a je dlouhá 17 km.
Pramení v pohoří Slieve Bloom Mountains na jihovýchodním svahu vrchu Barna v nadmořské výšce cca 365 m. Od pramene teče na jih, následně vytváří výrazný oblouk prohnutý na východ a výrazněji meandruje. Při osadě Roundwood se stáčí na jihovýchod, rozšiřuje své koryto a zleva přibírá významný přítok z jižního svahu Conlawn Hill. Pak mění směr toku na jih, protéká městem Mountrath, v lokalitě Forgeland se stáčí k ústí na jihozápad a jihovýchodně od centra obce Castletown ústí do řeky Nore.